# Stephanoaetus mahery
Vous lisez un « bon article » labellisé en 2013.
Espèce
Stephanoaetus mahery est une espèce fossile d'oiseaux de la famille des Accipitridae et qui était endémique de Madagascar. Il était proche de l'Aigle couronné (S. coronatus), l'autre espèce de son genre, Stephanoaetus, bien que celui-ci n'ait jamais vécu sur la terre malgache. Les restes subfossiles qu'on lui connaît sont principalement un tarsométatarse et quelques griffes, dont la stratigraphie semble indiquer que l'oiseau vivait au Quaternaire.
Possible superprédateur de son époque, il s'éteint autour de 1 500 ans av. J.-C. Sa disparition pourrait être due à la chasse excessive de ses proies par l'Homme, ou par une chasse directe de l'aigle. Cet oiseau pourrait servir d'explication au comportement de fuite des lémuriens face aux rapaces, et pourrait également expliquer en partie le mythe du Rokh.

## Description

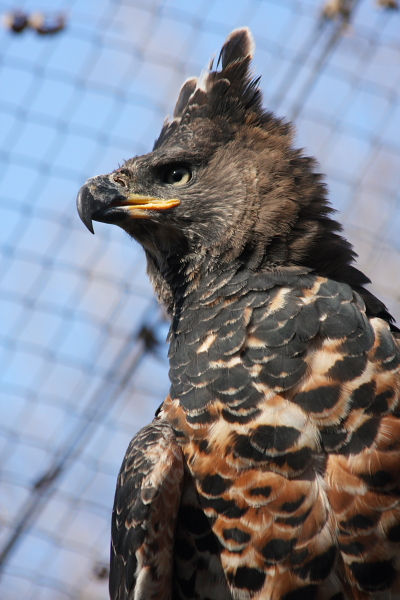
L'Aigle couronné est l'espèce la plus proche de Stephanoaetus mahery.

Proche de l'Aigle couronné (S. coronatus), Stephanoaetus mahery était de taille comparable. Le tarsométatarse qu'on connaît de lui est très robuste : les surfaces d'articulation et d'attachement des muscles sont particulièrement saillantes. Il est également plus long ; les crêtes plantaires sont plus saillantes, les sillons des muscles fléchisseurs des doigts sont moins profonds que chez l'Aigle couronné.

## Écologie et comportement
En décrivant l'espèce en 1994, Steve M. Goodman avance l'hypothèse que, si les lémuriens présentent un comportement de fuite face aux petits rapaces actuels alors que ceux-ci ne semblent pas être une menace, à part pour les jeunes, c'est que ce comportement a peut-être évolué quand Stephanoaetus mahery existait encore — ainsi que deux autres espèces de rapaces aujourd'hui éteintes du genre Aquila, mais moins susceptibles d'expliquer cela, n'étant pas des prédateurs spécialisés des primates. Une étude menée dans la forêt de Kibale a montré par ailleurs que 80 % de la masse de l'alimentation de l'Aigle couronné était constituée de primates, notamment les colobes Piliocolobus badius et Colobus guereza dont les adultes peuvent dépasser la dizaine de kilos. Stephanoaetus mahery devait donc probablement se nourrir de lémuriens. Cette hypothèse a soulevé un intérêt mais est mise à mal par des observations plus récentes de prédation réelle par des oiseaux contemporains.
C'était probablement un superprédateur des forêts malgaches, au même titre que le fossa et les deux espèces de crocodiles de Madagascar. Il a probablement disparu en raison de la chasse excessive par l'humain de ses proies, et a peut-être été lui-même chassé.

## Répartition géographique et stratigraphique

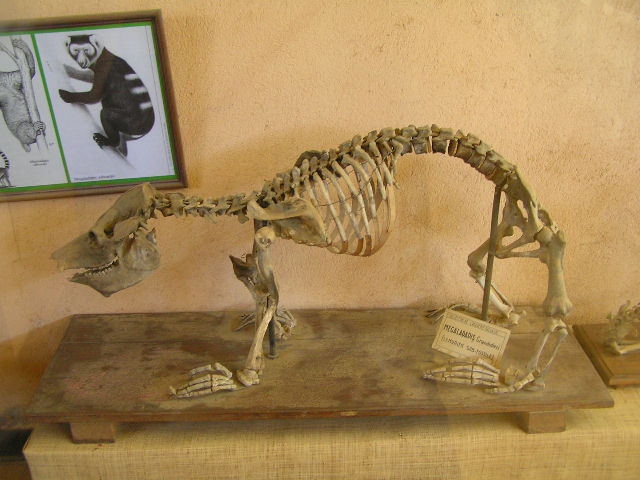
Squelette de Megaladapis grandidieri, espèce dont certains restes sont présents aux côtés de ceux de S. mahery.

Cette espèce était endémique de Madagascar et y a vécu jusqu'à 1 500 ans av. J.-C. Les restes subfossiles ayant servi pour sa description ont été trouvés à Ampasambazimba, mais proviennent d'un ensemble de restes comptant plus de 750 spécimens, donnés en 1925 par le gouvernement malgache au muséum d'histoire naturelle de Paris, et dont la stratigraphie n'a pas été relevée. La présence du lémurien Megaladapis grandidieri parmi le matériel permet de dater S. mahery du Quaternaire, et probablement de l'Holocène, même s'il n'est pas certain que les restes de l'aigle et du primate soient associés.

## Taxinomie et systématique
La dénomination spécifique, mahery, vient d'un mot malgache signifiant « puissant », en référence à la force présumée que devait présenter l'aigle de son vivant. L'holotype (MAD 5491) est constitué d'un tarsométatarse gauche intact, à l'exception d'un morceau de l'hypotarse, cassé. Quelques paratypes existent également : le premier doigt (griffe) d'une patte droite (MAD 5428), venant de la même localité que l'holotype, et trois restes dont la localité exacte est inconnue, soit le premier doigt d'une patte gauche (MAD 5423), un quart de l'extrémité distale d'une ulna gauche (MAD 5587) et un fragment de bassin (MAD 4944).

## Stephanoaetus maheryet l'Homme
Avant la découverte de Stephanoaetus mahery, le mythe du Rokh était parfois expliqué par l'existence des Aepyornithiformes, oiseaux terrestres géants ayant subsisté pour certains jusqu'au XVIIe siècle. Le Rokh est pourtant généralement décrit comme un rapace, et il se pourrait que ce soit Stephanoaetus mahery qui ait donné vie au mythe.